# (361690) Laurelanmaurer
(361690) Laurelanmaurer est un astéroïde de la ceinture principale.

## Description
(361690) Laurelanmaurer est un astéroïde de la ceinture principale. Il fut découvert le 5 novembre 2007 à Tooele par Patrick Wiggins. Il présente une orbite caractérisée par un demi-grand axe de 2,34 UA, une excentricité de 0,23 et une inclinaison de 3,2° par rapport à l'écliptique.

## Compléments